# 4649 Sumoto
4649 Sumoto је астероид главног астероидног појаса чија средња удаљеност од Сунца износи 2,744 астрономских јединица (АЈ).
Апсолутна магнитуда астероида је 11,6.